# She's No You
She's No You è un singolo del cantante statunitense Jesse McCartney, pubblicato il 5 aprile 2005 come secondo estratto dal primo album in studio Beautiful Soul.

## Descrizione
Il brano è stato scritto da Jesse McCartney insieme a Robbie Nevil e Matthew Gerrard, che lo ha anche prodotto. Prima traccia del disco di debutto dell'artista, la canzone è stata anche inserita nel 2006 nella colonna sonora della serie Hannah Montana. Nello stesso anno, un remix del brano prodotto dal duo The Neptunes è stato incluso in That's So Raven Too!, colonna sonora della serie Raven. Un'ulteriore versione di questo remix contiene anche una strofa eseguita dal rapper Fabolous.

## Video musicale
Il video del brano, diretto da Sanji e girato in bianco e nero, vede la partecipazione dell'ex fidanzata di McCartney Katie Cassidy, con cui usciva all'epoca. Nel video l'artista tenta di raggiungere la ragazza, camminando per le strade, fino a quando, verso la fine, non la trova. Dopo essersi baciati, i due prendono un taxi e tornano a casa.
È disponibile un altro video della canzone che mostra McCartney cantare con una band, mentre altre scene lo riprendono su un divano con due donne.

## Tracce
CD single 1
1. She's No You (single version) – 3:35
2. Take Your Sweet Time (Sugar Mix) – 4:04

CD single 2
1. She's No You (radio edit) – 3:05
2. She's No You (feat. Fabolous) (Neptunes Remix) – 3:37
3. She's No You (Neptunes Remix) – 3:05
4. She's No You (video; solo in Nuova Zelanda) – 3:16

Remixes 12"
1. She's No You (feat. Fabolous) (Neptunes Remix) – 3:37
2. She's No You (instrumental) – 3:36
3. She's No You (a cappella) – 3:35
4. She's No You (radio edit) – 3:05

## Classifiche

### Classifiche settimanali
| Classifica (2005) | Posizione massima |
| ----------------- | ----------------- |
| Australia         | 10                |
| Nuova Zelanda     | 16                |
| Stati Uniti       | 91                |

### Classifiche di fine anno
| Classifica (2005) | Posizione |
| ----------------- | --------- |
| Australia         | 97        |